# Triple Modular Redundancy
In informatica, il triple modular redundancy (TMR) è un particolare tipo di N-modular redundancy, in cui tre sistemi eseguono un processo, il cui risultato viene sottoposto ad un sistema di voting per produrre un unico output. Se uno dei tre sistemi fallisce, gli altri due sistemi possono mascherare e correggere il fault. Un fallimento del voter comporta il fallimento dell'intero sistema. Per tale motivo in un buon sistema TMR il voter deve essere molto più affidabile degli altri componenti del TMR. In alternativa, se si adopera un ulteriore TMR a valle di quello considerato, si possono utilizzare tre voter, l'output di ognuno dei quali costituirà l'input di ognuna delle copie del TMR successivo.
Il TMR può essere applicato in innumerevoli forme di ridondanza, come ad esempio nel caso del software con l'N-version programming.
Alcune memorie ECC utilizzano hardware TMR (in alternativa ai più comuni codici di Hamming), poiché un TMR hardware risulta essere più veloce della correzione degli errori basata su codici di Hamming fatta in hardware.
I sistemi satellitari utilizzano spesso il TMR, sebbene le RAM satellitari utilizzino in genere la correzione degli errori basata su codici di Hamming.
Alcuni sistemi di comunicazione impiegano l'N-modular redundancy come una semplice forma di Forward Error Correction. Ad esempio, sistemi di comunicazione basati su 5-modular redundancy (come un FlexRay) utilizza una votazione di maggioranza su 5 elementi, per cui se 2 dei 5 risultati sono errati, gli altri 3 risultati sono in grado di correggere e mascherare il fault.

## Realizzazione di un voter
Nel caso in cui il sistema in esame da ridondare sia un sistema digitale in cui ingresso ed uscita sono costituiti da un unico bit, si può pensare di utilizzare come voter un full-adder, che prenda in ingresso come operandi e riporto entrante le uscite dei tre sistemi costituenti il TMR. La decisione di maggioranza sarà costituita dal bit di riporto uscente (l'uscita relativa alla somma può essere trascurata), in quanto il segnale di riporto di un full-adder è alto quando almeno due dei tre ingressi sono alti ed è basso quando almeno due dei tre ingressi sono bassi.